# 더스틴 응우옌
더스틴 응우옌(Dustin Nguyen, 1962년 9월 17일 ~ )은 베트남의 배우이다.

## 출연 작품
- 아윌 웨이트 (2016)
- 온순한 여인 (2014)
- 블러드 리벤지 (2014)
- 건틀릿 (2013)
- 일대고수 (2013)
- 엔젤스 (2012)
- 마이가 결정할게 (2010)
- 사이공, CA (2010)
- 전설은 살아있다 (2009)
- 사이공 이클립스 (2007)
- 피니싱 더 게임 (2007)
- 슬랜티드 스크린 (2006)
- 더 레블 - 영웅의 피 (2006)
- 리틀 피쉬 (2005)
- 파멜라 앤더슨의 VIP (1998)
- 둠 제너레이션 (1995)
- 닌자 키드 2 - 돌아온 닌자 키드 (1994)
- 노 이스케이프 노 리턴 (1993)
- 하늘과 땅 (1993)
- 래피드 화이어 (1992)
- 춤추는 영혼 (1991)
- 21 점프 스트리트 (1987)
- 매그넘 P.I. (1980)